# 硬脂酸铅

硬脂酸铅，分子式Pb(C17H35COO)2。

## 性质
白色微细粉末，在空气中具吸水性。不溶于乙醇，微溶于水，溶于乙醚。加热溶于有机溶剂并冷却得到胶状物。与强酸反应生成硬脂酸和相应的铅盐。剧毒，毒性详见铅中毒。

## 制备
由硬酯酸钠与醋酸铅反应而得。经水洗、甩水、干燥，得成品。
{\displaystyle \ 2C_{17}H_{35}COONa+(CH_{3}COO)_{2}Pb\rightarrow }{\displaystyle \ (C_{17}H_{35}COO)_{2}Pb+2CH_{3}COONa}

## 用途
用作聚氯乙烯稳定剂，可与硬脂酸钡或硬脂酸镉配合用于各种不透明的软质或硬质聚氯乙烯制品中。此外，也用作油漆平光剂，催干剂和润滑脂的增厚剂等。